# Chu-Lip
Singles de Ai Ōtsuka
Ren' ai Shashin
(2006) Peach / Heart
(2007)
Chu-Lip est le 14e single de Ai Ōtsuka sorti sous le label Avex Trax le 21 février 2007 au Japon. Il atteint la 3e place du classement de l'Oricon. Il se vend à 55 362 exemplaires la première semaine, et reste classé pendant 13 semaines, pour un total de 120 779 exemplaires vendus.
Chu-Lip a été utilisé comme thème musical pour le drama Kirakira Kenshuu I. Chu-Lip se trouve sur l'album Love Piece, et Kimi ni Kaeru. sur la compilation Love Is Best.

## Liste des titres
| 1. | Chu-Lip                                        | 3:58 |
| 2. | Kimi ni Kaeru. (キミにカエル。)                | 5:21 |
| 3. | Chu-Lip (instrumental)                         | 3:58 |
| 4. | Kimi ni Kaeru. (instrumental) (キミにカエル。) | 5:18 |

| 1. | Chu-Lip |  |

### Interprétations à la télévision
- Love Songs (17 février 2007)
- CDTV (18 février 2007)
- Music Station (23 février 2007)
- Music Fighter (24 février 2007)
- Pop Jam (24 février 2007)
- Utaban (1er mars 2007)
- Hey! Hey! Hey! (5 mars 2007)
- Live Earth (7 juillet 2007)